# الحجرة وبني روس (زومي)
الحجرة وبني روس هي إحدى مشيخات المملكة المغربية، تتبع جغرافيا لإقليم وزان وإداريًا لزومي. يقدر عدد سكانها بـ 6790 نسمة حسب الإحصاء الرسمي للسكان والسكنى لسنة 2004.